# Pseudagrionoptera
Pseudagrionoptera is een geslacht van libellen (Odonata) uit de familie van de korenbouten (Libellulidae).

## Soorten
Pseudagrionoptera omvat 1 soort:
- Pseudagrionoptera diotima Ris, 1912